# Beija-flor-de-crisso-branco
Colibri-de-buffon ou beija-flor-de-crisso-branco (Chalybura buffonii) é uma espécie de beija-flor da família Trochilidae.
Encontra-se na Colômbia, Equador, Panamá, Peru e Venezuela.
Os seus habitats naturais são florestas subtropicais ou tropicais secas, florestas subtropicais ou tropicais húmidas de baixa altitude e florestas secundárias altamente degradadas.
Um grande beija-flor, o plumeleteer de ventilação branca mede cerca 12 cm (4.7 in). O macho tem um corpo verde metálico, asas escuras e uma cauda azul-preta. O recurso homônimo é um grande patch de coberturas de cauda branca. Bill é inteiramente preto, assim como os pés. Ele é facilmente confundido com o plumeleteer de cauda de bronze semelhante. A fêmea é semelhante, mas tem barriga, peito e queixo inteiramente brancos.